# 三人兄弟 (テレビドラマ)
『三人兄弟』（さんにんきょうだい）は、2015年10月13日（12日深夜）から12月15日（14日深夜）まで放送されていた、メ〜テレ制作のテレビドラマ。
主演は六角精児。六角の子供時代を鈴木福が演じる。六角は挿入歌の作詞・作曲・歌唱も担当する。
六角がシリーズを通して出演するメ〜テレのドラマ『名古屋行き最終列車』のスタッフにより制作された作品であり、ロケーション撮影はすべて名古屋市内で行われた。名古屋の喫茶店文化を舞台にした作品であり、劇中では毎回、名古屋の有名な喫茶店が登場する。劇中の舞台となる喫茶店「メデリン」も、かつて名古屋市内に実在した喫茶店である。
2016年10月18日（17日深夜）から、続編『三人兄弟2』を放送。第2弾は次男の銀二が恋愛が中心で描かれる。

## あらすじ
第1弾
真野金一・銀二・銅三の3人兄弟は、胡散臭い商売に手を出して貯金を使い果たし、明日食うものにも困る状況に陥る。女にモテる、金を稼げることだけを考えて弟たちを言葉巧みに騙しながら生きてきたダメ人間の長男・金一は、兄弟で貯めてきた定期預金も勝手に使い果たした挙句、借金まみれになっていた。夜逃げしようとした金一の前に弁護士が現れ、名古屋・東別院で喫茶店「メデリン」を営んでいた父が亡くなり、1年間店を営業したら遺産相続の権利を与えるとの遺言を受け取る。コーヒーの名店として有名だった「メデリン」だったが、家族よりもコーヒーを愛した父との仲は決裂し、20年間音信不通だった。
金に釣られた金一は、弟たちと名古屋へ帰る。だが、子供の頃に店の常連客にコーヒーは体に毒だと脅されて以来、三人ともコーヒーを飲んだことがなかった。美味しいコーヒーとは何なのかが分からない三人は、東海地方の名喫茶店を紹介する番組を頼りに、名店を巡りながら、そのメニューや技法を盗んで手っ取り早く店を始めようと画策する。しかし、かつて「名古屋ナンバー1」と呼ばれたコーヒーの味が再現できず、昔からの常連客たちさえ離れ、「メデリン」の経営は困難になっていく。
第2弾
金一の提案で慰安旅行に日間賀島へ向かった3人兄弟は、その道中で船から落ち、日間賀島の浜辺で倒れていたところを恵美に発見された。3人は記憶を失っており、自分のことも互いのことも何も思い出せない。3人は診療所で、記憶の手掛かりを得るため絵を描かされる。そこで銀二の描いた絵が天才的だと絶賛され、さらには失踪中の天才画家・西郷寺久信だと勘違いされてしまう。兄弟たちは島民から西郷寺とその付き人と扱われ、また自分たちもそうだと信じ込み、島の人たちから手厚くもてなされて暮らす。しかし銀二と銅三の記憶がよみがえり、島の人たちにも気付かれて、3人は逃げるように名古屋へ戻る。
記憶が戻らない金一に対して銀二と銅三は、金一がいかに自分たちを振り回してきた酷い人間であったかを説く。だが記憶を失くしてからの金一は優しく穏やかで、子供の頃に戻ったようだとも思う。メデリンに金一の幼なじみであった女性・里香が現れ、偶然再会した金一と結婚したと主張するが、金一はそれも思い出せない。里香の働きでメデリンは繁盛するが、その行動には不審なところが多い。記憶が戻った金一は、里香の目的は保険金だと主張し離婚を申し出て、里香はそれを受け入れて真野家を出ていく。しかし金一は里香が残した「短い間だったけれど、初恋が実りました。やっと弟さんたちに勝てた気がします。」という置き手紙を読んで失意に暮れる。その一方で、銀二は人気アイドルの珊瑚と、銅三はメデリンを訪れたスイーツブロガーの真珠と、それぞれ親しくなる。

## キャスト

### 主要キャスト
真野 金一（まの きんいち）
演 - 六角精児（幼少期：鈴木福）
三人兄弟の長男。1974年8月17日生まれ。かつては両親に代わって弟たちの世話を一手に引き受ける優しくて健気な少年であった。だが大人になってからは、いかに楽に弟たちに金を稼がせ、自分がぐうたらできるかを第一に考えるダメ人間になった。開店準備のために初めてコーヒーを飲んだが、苦くてまずいとしか感じない。
真野 銀二（まの ぎんじ）
演 - 今野浩喜（幼少期：小久保颯吾）
三人兄弟の次男。1979年4月28日生まれ。金一と同じくコーヒーの美味さが分からない。妄想癖があり、特に女性は皆自分に惚れてしまうと勘違いする。アルバイト生活で培った調理のセンスがあり、子供の頃に食べただし巻き玉子の味を頼りに作った玉子サンドが好評を博す。
真野 銅三（まの どうぞう）
演 - 波岡一喜（幼少期：椎葉綾音）
三人兄弟の三男。1981年8月9日生まれ。気が弱く真面目な性格だが、中学時代に経験したいじめのトラウマを克服したことにより自信を付けはじめ、髪形を変えて眼鏡も外し、ワイルドな風貌になっていく。三人の中で唯一、コーヒーの味の違いが分かる。「メデリン」のコーヒー担当となり、かつての父親のコーヒーを再現しようと研究を続ける。

### その他
神戸 浩（かんべ ひろし）
演 - 神戸浩
俳優で、名古屋の喫茶店をランキング形式で紹介するテレビ番組『ザ・キッサテン』司会者。下積み時代は「メデリン」の常連客であった。『ザ・キッサテン』に登場する喫茶店はすべて神戸自身が選んでおり、そこにやらせや政治的事情が介入することを一切拒否している。「メデリン」復活を知って店を訪れ、銀二と意気投合して親友になる。「メデリン」を『ザ・キッサテン』で紹介してほしいという金一の頼みは断ったが、銀二を通じて店にアドバイスを送る。離婚後も一途に瑠璃のことを想い続けている。
沢井ちゃん（さわい-）
演 - 沢井里奈（dela）
『ザ・キッサテン』出演者。番組内で紹介される店を訪れる、通称「ザ・キッサテンの看板娘」。『名古屋行き最終列車』第4弾（2016年版）第1夜にも登場する（その際は劇中で「沢井里奈」とテロップが入る）。
大黒
演 - MICRO
第7話より登場。銅三の中学時代の同級生。当時は不良少年で、銅三を使い走りにしていた。そこから銅三は不登校になった。しかし大黒の方にいじめていたという自覚はなく、むしろ当時荒れていた自分に優しく接してくれる唯一人の友達だと思っていた。「メデリン」を訪れ、再会した銅三の気持ちを知り許しを請う。中学から背が伸びず小柄になったこと、高校時代は逆にいじめられる側になり臆病になったと告白したことで、強気に出た銅三と立場が逆転し、銅三の「舎弟」となる。『2』で実家の養蜂所で働いていることが明かされた。乗り気でなかったその仕事に本気になり、新しいハチミツの商品を開発する。

### 第1弾の登場人物
姫野 ダイヤ（ひめの だいや）
演 - 中村静香
第3話 - 5話に登場。本作のヒロイン。実は金一たちの母と再婚相手との間に出来た異父妹であり、三兄弟の父が亡くなったことを知って「自分のルーツを知っておきたい」と思い立ち横浜から名古屋にやって来た。「メデリン」を訪れてきたダイヤを金一たちは従業員の面接に来たと勘違いしたが、それに乗じて素性を隠して従業員として働き、コーヒーの作り方から接客まで、喫茶店営業の基本を三兄弟に教える。金一はダイヤの顔が自分と母親に似ていると感じたことから事情を察した。金一に「銀二と銅三に『母親が自分たちを捨てた』という事実を知られないために、君はここから去るべきだ」と諭されて、横浜の実家に帰る。だが金一の目的は、ダイヤを遺産相続に加わらせないことである。
瑠璃（るり）
演 - 白石美帆
第6話 - 8話に登場。本作のマドンナ。常連客の紹介で、ダイヤが去った後の「メデリン」で働くことになる。三度の離婚歴があるが、それらは全て「この人は趣味のためにいずれ犯罪に手を染めてしまう」といった勝手な妄想が行き過ぎたことが原因であった。売れない役者の神戸浩と三度目の結婚をしたが、「この人はきっと売れる。でも売れっ子になったら一流女優と浮気を重ね、私なんか捨てられてしまう。」という妄想から離婚した。同じく妄想癖のある銀二から「どうせ妄想をするならポジティブな妄想をしなきゃ」と諭される。「メデリン」で神戸と再会する。
山崎 勇蔵（やまざき ゆうぞう）
演 - 宮田正司
真野三兄弟の父親の顧問弁護士。しばしば「メデリン」に経営状況を伺いに来る。実は自身もかつて「メデリン」を愛した常連客であった。
三人兄弟の父
演 - 福田敏一
金一の記憶の中では「コーヒー一筋で家庭を顧みなかったけれど、客など家族以外の人間からは慕われていた」人物であった。オリジナルブレンドの調合法を「メデリン」店内に飾った絵の中に隠していた。
三人兄弟の母
演 - 押田瑞穂
三人兄弟が幼い頃、家庭を顧みない夫に耐えられず家を飛び出した。金一はその事情を銀二と銅三に言えず、「お母さんは病気で入院し、死んだ」と教えているが、生きている。家を出た時点で既にダイヤを身ごもっており、ダイヤが生まれた後にダイヤの父親と再婚して家庭をもうけていた。コーヒーは好きで、ダイヤにコーヒーの淹れ方を教えている。

### 第2弾の登場人物
鈴木 恵（すずき めぐみ）
演 - 橋本マナミ
第1話 - 4話に出演。日間賀島で民宿と喫茶店を営む。三人兄弟の面倒を見る役目となり、特に銀二と懇意になる。自分の店が『ザ・キッサテン』で紹介されることを夢見ている。
中島 里香（なかじま りか）
演 - 堀内敬子
第5話 - 7話に登場。幼い3人の兄弟を持つシングルマザー。金一の幼馴染で、金一が初恋の相手であった。喫茶店で働いていたときに金一と再会して半ば強引に結婚にこじつけ、子供たちを連れて真野家で暮らし、メデリンで働く。金一と離婚してすぐに、会社社長の老人と再婚したことがテレビ番組で知らされた。
氷川 真珠（ひかわ しんじゅ）
演 - おのののか
第5話から登場。スイーツブロガー。メデリンを気に入り、銅三と親しくなって喫茶店デートを重ねる。実は銅三のバリスタとしての腕を見込んだヘッドハンターであった。
武井 珊瑚（たけい さんご）
演 - 増井みお（PASSPO☆）
第7話から登場。人気アイドル。「夢の中に出てきた王子様」とそっくりであった銀二に一目惚れをし、熱烈なアプローチをする。銀二と同じように妄想癖がある。実は「琥珀」という双子の姉がいて時々入れ替わっているが、そのことは所属事務所の関係者たちすら知らない。
シンゴ
演 - 山内涼平
日間賀島の役場の青年。銀二を失踪中の天才画家・西郷寺久信だと断定する。

## スタッフ
- ナレーション
  - 第1弾 - 深津麻弓、神取恭子
  - 第2弾 - 深津麻弓、大塚奈央子
- 脚本 - 菊原共基
- 協力 - ワダコーヒー、メデリン
- 挿入歌 - 「ブサイク」
  - 作詞・作曲・歌唱 - 六角精児[3]
  - 演奏 - 六角精児バンド
  - コーラス - 今野浩喜、波岡一喜
- 技術 - 恒川正次
- 照明 - 佐々木英二、田中滋美
- 音声 - 井上隆司
- VE - 中村亮一郎
- 美術 - 河田知香子、長谷川佳美
- スタイリスト - 仲野恭子
- 衣装 - 浅井幸恵、奥田修子
- メイク - 中澄あきの、杉浦久美
- 編集 - 田中博昭
- サウンドミキサー - 河合亮輔[7]
- サウンドエディター - 村上祐美[7]
- ダイアログエディター - 犬飼小波
- CG - 西垣七緒、冨成健悟
- 編成 - 角田和穂
- 宣伝 - 岡田綾子
- ホームページ - 中村緑子、野田忠孝
- 制作主任 - 宇佐美太十
- 進行助手 - 宇都宮正倫
- デスク - 布施谷美紀
- 喫茶監修 - ワダコーヒー
- 助監督 - 西村信
- チーフプロデューサー - 水元利香
- プロデューサー - 大池雅光
- 監督 - 神道俊浩
- 制作著作 - メ〜テレ

## 放送日程
第1弾（2015年）
| 話数   | 放送日   | サブタイトル                  | 登場する喫茶店 |
| ------ | -------- | ----------------------------- | --- |
| 第1話  | 10月13日 | 三人兄弟 名古屋に帰る         | コメダ珈琲店 本店（名古屋市瑞穂区）                                                                                     |
| 第2話  | 10月20日 | 三人兄弟 初めてコーヒーを飲む | ペギーコーヒー店（名古屋市千種区池下） コンパル（名古屋市中区大須） 喫茶ツヅキ（名古屋市中村区）                        |
| 第3話  | 10月27日 | 三人兄弟 モーニングに行く     | 花ごよみ（名古屋市東区） CROCE（一宮市） 果実香（各務原市）                                                             |
| 第4話  | 11月03日 | 三人兄弟 常連さんを知る       | 珈琲専門店 蘭（名古屋市中区丸の内）                                                                                     |
| 第5話  | 11月10日 | 三人兄弟 けんかする           | 支留比亜珈琲店 中野橋店（名古屋市中川区） むらやま（名古屋市中村区名駅地下街サンロード） 西アサヒ（名古屋市西区円頓寺） |
| 第6話  | 11月17日 | 三人兄弟 別々に寝る           | — |
| 第7話  | 11月24日 | 三人兄弟 神戸浩に会う         | キャラバン（名古屋市東区） 和田珈琲店 季楽（東海市）                                                                    |
| 第8話  | 12月01日 | 三人兄弟 いよいよ困る         | — |
| 第9話  | 12月08日 | 三人兄弟 救世主現る？         | 加藤珈琲店（名古屋市東区）                                                                                              |
| 第10話 | 12月15日 | 三人兄弟 終わる               | — |

第2弾（2016年）
| 話数   | 放送日   | 登場する喫茶店                                                        |
| ------ | -------- | --------------------------------------------------------------------- |
| 第1話  | 10月18日 | —                                                                     |
| 第2話  | 10月25日 | 珈琲屋らんぷ 中川店（名古屋市中川区）                                 |
| 第3話  | 11月01日 | ラティーノ（一宮市） 茶音 姫（同上） COCORO CAFE（同上）              |
| 第4話  | 11月08日 | 喫茶レインボー（名古屋市東区）                                        |
| 第5話  | 11月15日 | 喫茶セピア（名古屋市港区） 山Cafe（豊田市）                           |
| 第6話  | 11月22日 | かこ花車本店（名古屋市中村区） マッシモ・マリアーニ（名古屋市千種区） |
| 第7話  | 11月29日 | カフェ タナカ（名古屋市北区上飯田）                                   |
| 第8話  | 12月06日 | 吾妻茶屋（名古屋市中区大須） cafe molly（同上）                       |
| 第9話  | 12月13日 | 喫茶マウンテン（名古屋市昭和区）                                      |
| 第10話 | 12月20日 | —                                                                     |

## 関連商品
喫茶監修を務めた名古屋のコーヒー会社「ワダコーヒー」との共同開発による番組オリジナルのコーヒー「金の味」「銀の味」「銅の味」を開発、販売した。